# Литвиненко, Семён Самойлович
Семён Самойлович Литвиненко (1899—1943) — старшина Рабоче-крестьянской Красной Армии, участник Великой Отечественной войны, Герой Советского Союза (1943).

## Биография
Семён Литвиненко родился в 1899 году в Екатеринодаре (ныне — Краснодар). Окончил начальную школу. 20 февраля 1943 года Литвиненко был призван на службу в Рабоче-крестьянскую Красную Армию. С того же года — на фронтах Великой Отечественной войны, был старшиной роты в 35-м стрелковом полку 30-й стрелковой дивизии (второго формирования) 47-й армии 1-го Украинского фронта, отличился во время битвы за Днепр.
25 сентября 1943 года Литвиненко с группой бойцов одним из первых переправился через Днепр в районе села Бучак Каневского района Черкасской области Украинской ССР и принял активное участие в боях за захват и удержание плацдарма на его западном берегу. Когда его рота попала в окружение, Литвиненко поднял своих товарищей в атаку, прорвав кольцо окружение. В том бою он погиб.
Указом Президиума Верховного Совета СССР от 25 октября 1943 года красноармеец Семён Литвиненко посмертно был удостоен высокого звания Героя Советского Союза. Также посмертно был награждён орденом Ленина.
Дивизия, в которой он служил, стала к концу войны 30-й стрелковой Киевско-Житомирской Краснознаменной дивизией.